# Elaeocarpus fraseri
Espèce
Synonymes
- Elaeocarpus robustus var. ovalis Ridl.[1]

Statut de conservation UICN

 VU D2 : Vulnérable
Elaeocarpus fraseri est une espèce de plantes de la famille des Elaeocarpaceae.

## Publication originale
- Kew Bulletin 49(2): 242. 1994.